# Meiro (Coaña)
Meiro es una aldea perteneciente a la parroquia de Folgueras, en el concejo de Coaña, comarca de Eo-Navia, Principado de Asturias, España.